# آندرئاس بایکیرش
آندرئاس بایکیرش (انگلیسی: Andreas Beikirch؛ زادهٔ ۲۹ مارس ۱۹۷۰) دوچرخه‌سوار اهل آلمان است.